# Turó de Tres Creus
El turó de Tres Creus o turó de la Pola és una muntanya de 930 metres que es troba al municipi de Mura, a la comarca catalana del Bages, al Parc Natural de Sant Llorenç del Munt i Serra de l'Obac. Al peu del turó hi trobem la bauma i la font de la Pola.
Aquest turó serveix de talaia de la resta de Sant Llorenç del Munt i la Serra de l'Obac. A l'est destaca la carena del Pagès i la Mola i, a ponent, la serralada de Montserrat i altres turons i torrents de l'Obac. Al Nord es veu el Montcau, amb el Pirineu al fons, i al sud, el Castellsapera i el Vallès.
Al cim hi ha un vèrtex geodèsic (referència 284113001).
Aquest cim està inclòs al llistat dels 100 cims de la FEEC